# ماریا پیگالوا
ماریا پیگالوا (انگلیسی: Maria Pigaleva؛ زادهٔ ۱۹ فوریهٔ ۱۹۸۱) بازیکن فوتبال اهل روسیه است.
وی همچنین در تیم ملی فوتبال زنان روسیه بازی کرده‌است.